# Chiao Chiao
 (mars 2018).
Si vous disposez d'ouvrages ou d'articles de référence ou si vous connaissez des sites web de qualité traitant du thème abordé ici, merci de compléter l'article en donnant les références utiles à sa vérifiabilité et en les liant à la section « Notes et références ».
Chiao Chiao (chinois : 焦姣 ; pinyin : Jiāo Jiāo), née Chiao Lina (焦莉娜, Jiāo Lìnà), est une actrice chinoise née à Chongqing, en Chine continentale, le 1er mai 1943,, ayant la double nationalité singapourienne et hongkongaise[réf. nécessaire] et ayant grandi à Taïwan. Elle a fait carrière dans les cinémas hongkongais et taïwanais. Elle vit actuellement à Hong Kong.

## Biographie
Elle naît en Chine continentale, à Chongqing. Sa famille fuit vers Taïwan en 1949 à la fin de la guerre civile chinoise ; son père est exécuté au cours de la terreur blanche instaurée à Taïwan par le Kuomintang dirigé par Tchang Kaï-chek, en raison de supposées sympathies communistes. Cette histoire qui a servi de trame au film Prince of Tears (en) en 2009, réalisé par Yonfan ayant également grandi à Taïwan. Dans ce film en effet, on apprend qu'il suffit qu'un enseignant, une femme au foyer ou un soldat fasse un faux-pas politique pour qu'il soit immédiatement envoyé au peloton d’exécution.
En 1961, elle réussit un examen d'entrée à des cours d'acteur.
Après avoir tourné quelques films à Taïwan elle est embauchée au milieu des années 1960 par la Shaw Brothers de Hong Kong, où elle tourne environ 16 films en 5 ans, le plus souvent en tant que second rôle principal. Ses personnages alternent les rôles féminins doux et effacés et les guerrières irascibles : elle incarne ainsi la fiancée du sabreur manchot dans deux épisodes de la série, et l’héroïne décapitatrice du film Heads for Sale.
À l’expiration de son contrat à la Shaw elle poursuit sa carrière à Taïwan, puis revient à Hong Kong au cours des années 1980.
En 1994 elle se marie à Singapour avec son mari actuel, Kenneth Tsang (chinois : 曾江 ; pinyin : zēng jiāng), né à Hong Kong, puis ils vont habiter ensemble à Hong Kong.
En 2009 elle joue un petit rôle dans un film inspiré de son histoire personnelle, Prince of Tears, nommé au festival de Venise. Elle reçoit en 2012 le prix du meilleur second rôle féminin au Festival du film de Changchun pour Overheard 2.

## Filmographie partielle
- 1967 : Un seul bras les tua tous
- 1969 : Le Bras de la vengeance : Xiao Man
- 1970 : Heads for Sale : Hua Bi-lian
- 1971 : Vengeance of a Snow Girl : Tong Min-zhu
- 1972 :  L'Invincible Dragon noir
- 1972 : Les Cinq Doigts d'acier
- 1973 : La Filleule du dragon noir
- 1974 : Hiroshima 28 (it)
- 1982 : Coolie Killer (en)
- 1984 : Love in a Fallen City
- 1988 : The Dragon Family
- 1988 : Police Story 2
- 1991 : Le Sens du devoir 4
- 1992 : Rhythm of Destiny
- 1998 : Bishonen
- 2009 : Prince of Tears (en)
- 2011 : Overheard 2